# Vincenzo Passarelli
Vincenzo Passarelli (Roma, 29 settembre 1904 – Roma, 18 settembre 1985) è stato un ingegnere italiano.
Figlio di Tullio Passarelli, ereditò nel 1941 lo studio Passarelli. Tra le altre cose realizzò l'ospedale di Colleferro e il pontificio collegio latino-americano al via Aurelia a Roma (ora scuola ufficiale dei Carabinieri).